# Filippo San Martino di Agliè
Filippo Giuseppe San Martino d'Agliè, marchese di San Damiano e Rivarolo con Bosconero, conte di Pont (Torino, 27 marzo 1604 – Torino, 19 luglio 1667) è stato un politico, letterato, musicista e coreografo italiano.

## Biografia
ch'ogni giardin d'amor nel verno cade,

ma chi coltiva un fior di Paradiso

sprezza i danni del tempo e de l'etade.»
(Filippo San Martino d'Aglié, Gridelino 1653.)

Stemma di famiglia dei San Martino d'Agliè.

Nato nel 1604 da Giulio Cesare San Martino d'Agliè, primo marchese di San Germano ed esponente di una delle più antiche famiglie della nobiltà piemontese, e da Ottavia Gentile, figlia di Olderico Gentile, un gentiluomo della Repubblica di Genova, condusse fin da giovanissimo vita inquieta e libertina e non ancora ventenne affrontò in duello il conte di Parella. Per questo venne mandato dal padre a Roma presso il principe Maurizio di Savoia, amico di famiglia di lunga data, di cui divenne gentiluomo di camera. A contatto con l'ambiente culturalmente e intellettualmente stimolante del cardinale Maurizio, uno dei più famosi mecenati dell'epoca, sviluppò un profondo e vasto interesse nel campo musicale, letterario e artistico. Ritornato a Torino nel 1627, con lo pseudonimo di Fillindo il Costante, entrò nell'Accademia dei Solinghi, fondata dal cardinale in quello stesso anno. Iniziò così per Filippo, dotato di un raffinato e squisito talento nelle arti, una ricca e feconda realizzazione di balletti e rappresentazioni per la Corte di Torino, ambientati perlopiù in suggestivi spazi all'aperto nei giardini delle residenze sabaude. I suoi lavori più importanti e noti furono Il Tabacco, Il Gridelino e Gli abitatori de' monti, rappresentata polemicamente a Parigi nel 1631 davanti alla corte francese e al cardinale Mazarino in occasione degli incontri ufficiali, all'indomani del trattato di Cherasco.
Nel 1630 Filippo conobbe Vittorio Amedeo I di Savoia e sua moglie Maria Cristina di Borbone-Francia a Cherasco; la sua avvenenza non passò inosservata alla giovane duchessa. Nel 1631 venne nominato Alfiere nella compagnia di corazze della guardia del Duca e probabilmente fu in questi anni che intrecciò una relazione con la Duchessa di Savoia. Il loro fu un amore profondo e sincero e durò per il resto della loro vita. Dopo la morte del duca nel 1637 e l'assunzione della reggenza del Ducato da parte di Maria Cristina, causa la minore età di Francesco Giacinto di Savoia, Filippo d'Agliè divenne il favorito e il più intimo consigliere della sovrana, in un periodo sostanzialmente difficile per il Ducato Sabaudo, costretto a subire le continue ingerenze della Francia e impegnato nella guerra dei trent'anni. Di lì a poco il Piemonte avrebbe visto anche infuriare sulle sue terre la guerra civile piemontese (1639-1642).

### La Guerra dei Cognati e l'assedio di Torino
La Reggente Maria Cristina e Filippo d'Agliè dovettero contrastare le mire di Luigi XIII e del cardinale Richelieu e al tempo stesso l'opposizione antifrancese dei cognati filospagnoli, cardinale Maurizio e il principe di Carignano, Tommaso Francesco di Savoia, fratelli del defunto Vittorio Amedeo I. Maria Cristina non era ben vista dai piemontesi, per la maggior parte legata ai cognati (i principi), in quanto la popolazione avversava i francesi, solo nominalmente alleati, ma che nei fatti si comportavano come veri e propri padroni. Il popolo accusava soprattutto Filippo d'Agliè di accumulare ricchezze a danno delle casse dello stato. Si diceva pure che Filippo e la Duchessa si fossero segretamente sposati e che dormissero insieme quasi ogni notte. Il 4 ottobre 1638 morì il giovane Francesco Giacinto e in poco tempo, voci insistenti, fecero sospettare che il nuovo Duca, Carlo Emanuele, di appena quattro anni, fosse in realtà figlio del conte e di Maria Cristina. Nel marzo 1639 il principe Tommaso marciò su Torino e grazie, all'aiuto della Spagna, occupò senza colpo ferire Chivasso, Carmagnola, Chieri e la Valle d'Aosta, mentre Maurizio di Savoia aveva preso Cuneo e Ivrea. Il piccolo Carlo Emanuele venne messo al sicuro nella fortezza di Montmélian, sotto la custodia del marchese Ottaviano di San Germano, fratello maggiore del conte di Aglié. Il 14 aprile 1639 le truppe di Tommaso di Carignano assediarono Torino. Il 1º giugno la Madama Reale fu costretta a firmare un trattato con la Francia, nel quale s'impegnava a cedere al Richelieu Savigliano, Carmagnola, Cherasco e la cittadella di Torino, in cambio dell'appoggio francese nella guerra civile, per poi firmare nello stesso giorno, alla presenza di Filippo e dell'arcivescovo, una dichiarazione segreta, in cui confessava di essere stata obbligata dai francesi e dalle contingenze di guerra a cedere l'ingresso nelle piazzeforti. La notte del 27 luglio Torino venne attaccata nuovamente dal principe Tommaso e dalle truppe del marchese di Leganés e occupata rapidamente, ad eccezione della cittadella dove la Duchessa e Filippo si erano rifugiati senza difesa e senza viveri. Costretti dai francesi, Filippo e Maria Cristina abbandonarono la città il 4 agosto per la Savoia.
Nel settembre 1639, a Grenoble, in una serie d'incontri che durarono fino ad ottobre, Filippo d'Agliè difese strenuamente Maria Cristina dalle richieste di Richelieu e di Luigi XIII, ossia quelle di cedere quanto rimaneva dei territori del Ducato di Savoia, e soprattutto consigliò Madama Reale di non inviare il giovane Duca Carlo Emanuele a Parigi. Filippo si oppose inoltre alla consegna di padre Pierre Monod, il principale esponente antifrancese della corte sabauda. Iniziati cordialmente, gl'incontri divennero man mano sempre più ostili e Richelieu arrivò al punto di minacciare sia Filippo sia la Duchessa, accusati d'immoralità per la loro relazione, ma invano. La guerra intanto continuava, anche nella stessa Torino, che vedeva le truppe del re di Francia assediate nella cittadella dagli spagnoli, padroni del resto della città. Nel maggio 1640 l'esercito francese del d'Harcourt proveniente da Casale Monferrato, pose sotto assedio Torino e dopo aspri scontri, il 20 settembre, ne ottenne la capitolazione da parte del principe Tommaso. Il 18 novembre 1640 la Duchessa e Filippo entrarono in Torino acclamati dal popolo.

### La prigionia
Durante il capodanno del 1640 Filippo d'Agliè fu arrestato dai francesi e senza nessuna accusa specifica, nonostante le proteste di Maria Cristina, fu prima portato alla cittadella di Torino e poi sotto nutrita scorta nella torre del castello di Vincennes, dove venne trattato con tutti i riguardi del suo rango. La Reggente cercò inutilmente di ottenere la sua liberazione presso il fratello, ma senza risultato alcuno. La prigionia del conte fu la punizione di Richelieu per il rifiuto delle proposte francesi a Grenoble.
 Durante la prigionia Filippo compose La prigione di Fillindo il Costante, opera in versi ricca di allegorie di gusto barocco. Solo dopo la morte di Richelieu, avvenuta il 4 dicembre 1642, il conte poté finalmente essere liberato per far ritorno nel Ducato di Savoia. Intanto, il 14 giugno 1642, Maria Cristina aveva stipulato la pace con i cognati, nella quale veniva riconosciuta come unica tutrice di Carlo Emanuele II: i principi avrebbero avuto posto nel consiglio di reggenza, inoltre Tommaso otteneva la Luogotenenza d'Ivrea e di Biella, Maurizio quella di Nizza. Per suggellare l'accordo, Maurizio di Savoia, che all'epoca aveva 49 anni, sposò, previa dispensa pontificia, la figlia tredicenne di Maria Cristina, Luisa.

### A fianco di Maria Cristina
Filippo d'Aglié nel 1643 riprese la sua attività di commediografo e coreografo, componendo balletti e organizzando feste e ricevimenti per la corte, venendo nominato Gran maestro delle fabbriche e Sovrintendente delle Finanze (1646) da Cristina di Francia, incarico che gli permise di dirigere la costruzione del castello del Valentino, la chiesa di santa Teresa e di san Francesco da Paola e la Vigna di Madama Reale (villa Abegg). Nel 1644 venne rappresentato il balletto La fenice rinnovata e l'anno successivo fu la volta del carosello L'oriente guerriero e festeggiante. Nel 1645 venne nominato maresciallo generale dell'armata e infine gran maestro della Casa di Savoia. In questi anni si dedicò inoltre al restauro del Castello ducale di Agliè. Nel 1648 venne nominato Cavaliere dell'Ordine Supremo della Santissima Annunziata Il 6 dicembre 1652 venne investito del  feudo di Campo e Muriaglio e l'11 maggio 1653 divenne Signore di Bairo.
Alla morte della sua amata Duchessa, avvenuta il 27 dicembre 1663, Filippo venne convocato da Carlo Emanuele II e obbligato a ritirarsi immediatamente a vita privata, abbandonando ogni incarico a corte. Ritiratosi a villa Imperiali Becker, ereditata dallo zio nel 1646, adiacente alla Vigna di Madama Reale, morì a Torino nel 1667. 
Negli ultimi anni frequentò sempre più assiduamente il convento del Monte dei Cappuccini, esprimendo il desiderio, nel suo testamento, di essere sepolto «...nel più abbietto et vile sito del convento».
Il 31 luglio 1989 il suo scheletro venne casualmente ritrovato durante dei lavori di scavo eseguiti nell'orto del Monte dei Cappuccini.
Secondo alcuni occultisti, sul Monte vagherebbe ancora il fantasma di Filippo d'Agliè. L'ultima apparizione sarebbe dell'agosto 1978.